# MMIC
MMIC (ang. Monolithic Microwave Integrated Circuit) – monolityczne mikrofalowe układy scalone.
Wykonane w większości z GaAs (arsenku galu). Układy te oparte są na złączach m-s (metal semiconductor). Złącza te charakteryzują się bardzo małą bezwładnością pojemnościową, gdyż ich pojemność złączowa jest bardzo mała. W efekcie czasy przełączania takiego złącza także są niewielkie, co umożliwia mu pracowanie na dużych częstotliwościach sięgających nawet 300 GHz.